# Campeloma decisum
Campeloma decisum är en snäckart som först beskrevs av Thomas Say 1817.  Campeloma decisum ingår i släktet Campeloma och familjen sumpsnäckor. Inga underarter finns listade i Catalogue of Life.

## Bildgalleri

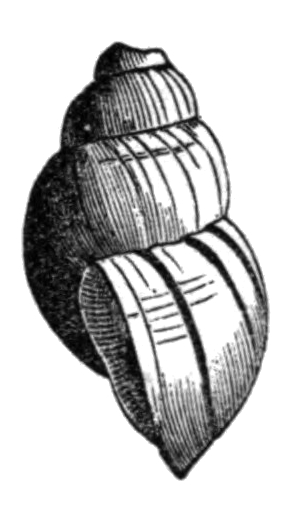